# Лифшюц, Исаак
Исаак Лифшюц ( нем. Isaac Lifschütz ; 15 марта 1852, Пинск - 6 февраля 1938, Гамбург ) - немецкий химик, изобретатель Эвцерита.

## Биография
Родился в Пинске. С 1870 учился в Швейцарии, затем в университете Фрайбурга ( окончил в 1884 ). Доктор Медицинских наук. С 1885 работал в лаборатории глицерина и ланолина фирмы  Benno Jaffé & Darmstaedter в районе Панков (район Берлина). В 1898 им были открыты жирные спирты.

В 1905 предприниматель Оскар Тропловиц привлёк к сотрудничеству в свою компанию „Байерсдорф“ в Гамбурге Лифшюца и дерматолога Пауля Унну, которыми был открыт эмульгатор Эвцерит ( „прекрасный воск“). Смешать воду с маслом и сделать это соединение устойчивым - вот что удалось учёным. И это было настоящим чудом, ведь разрешилась главная проблема косметической отрасли: теперь продукцию можно было хранить долгое время. А в 1911 году появился первый увлажняющий крем для кожи, на основе этой эмульсии. Nivea ( с латинского - „белоснежный“ ) - такое название придумали крему его создатели. 

В 1931 Лифшюц подал в отставку.